# 孟德 (元朝)
孟德，元朝济南人。
孟德历任邹平县令、淄州节度使，升任同知济南路事。1236年，窝阔台汗任命他为元帅，奉命领济南军攻打南宋徐州、光州，将其地攻克。1244年，跟随宗王按赤台攻打濠州、蕲州、黄州等地。海迷失后时，授为万户，积有战功。1253年，守睢州，又改守海州，俘获宋朝太尉刘海。1257年，跟随伯颜攻襄樊，1259年，与其子孟義跟随忽必烈攻鄂州。1262年（中统三年）攻打在山东反蒙的世侯李璮。后以年老告归家中。